# Кранихфельд (город)
Кранихфельд (нем. Kranichfeld) — город в Германии, в земле Тюрингия.
Входит в состав района Веймар. Подчиняется управлению Кранихфельд. Население составляет 3535 человек (на 31 декабря 2010 года). Занимает площадь 23,08 км². Официальный код — 16 0 71 046.
Город подразделяется на 3 городских района.

## Достопримечательности
- Обершлосс — ренессансный дворцово-замковый комплекс